# Bloodpit
I Bloodpit sono un gruppo rock finlandese fondata a Tampere nel 1998. La band, sebbene ancora ufficialmente esistente, ha comunicato nel luglio del 2007 di sospendere tutti i concerti e le attività previste a causa dei problemi di salute fisica e mentale del cantante  Matthau Mikojan.

## Caratteristiche
Il simbolo del gruppo è una B terminante con una testa di pitone. Lo stile camaleontico dei Bloodpit trova spiegazione nella personalità del leader singer Matthau Mikojan, che non sorride all'idea di identificarsi in uno stile, ma preferisce cambiare continuamente, e questo lo si può notare dal suo modo di vestire: dal dark al glamour, dal metal al gothic. Finora hanno pubblicato un solo album (gli altri come No.2 e Sauna päälle! sono EP), Mental Circus del 2005, hanno riscosso successo in Finlandia, la loro patria, ma anche in molti altri paesi europei, Italia compresa.

## Album
- Mental Circus (2005)
- Off The Hook (2007)